# Аттіліо Павезі
Аттіліо Павезі (італ. Attilio Pavesi, 1 жовтня 1910 — 2 серпня 2011) — італійський велогонщик.
Олімпійський чемпіон 1932 (роздільна індивідуальна гонка), 1932 (роздільна командна гонка) років.